# Megachile coelostoma
Megachile coelostoma är en biart som beskrevs av Cockerell 1932. Megachile coelostoma ingår i släktet tapetserarbin, och familjen buksamlarbin. Inga underarter finns listade i Catalogue of Life.